# Ungerundeter offener Zentralvokal
Der ungerundete offene Zentralvokal entspricht im Deutschen in der (Standard-)Aussprache dem Buchstaben <a>. Für diesen Laut existiert kein einfaches IPA-Zeichen. Man verwendet für den ungerundeten offenen Zentralvokal zumeist eines der folgenden drei Lautsymbole:
- [a] – das IPA-Zeichen für den ungerundeten offenen Vorderzungenvokal:

Dies ist die am häufigsten gewählte schriftliche Realisierung. Die Verwendung des IPA-Zeichens [a] ist einer der Gründe, warum Vorderzungen- und Zentralvokal nicht unterschieden werden.
- [a̱] – zusammengesetzt aus dem o. g. IPA-Zeichen [a] und einem Diakritikum für Rückverlagerung.

- [ɑ] – Symbol für den ungerundeten offenen Hintervokal.

## Beispiele
Phonetische und orthographische Realisierung des ungerundeten offenen Zentralvokals:

### Deutsch
Standardaussprache des kurzen (mitunter als höher beschrieben): [a] / [a̱]
Beispiele: kann [kan]; Stadt [ʃtat]
Standardaussprache des langen (mitunter als tiefer beschrieben):  [aː] / [ɑː]
Beispiele: lahm [lɑːm]; Staat [ʃtɑːt]

### Rumänisch
Beispiel: iarbă [ˈjarbə], ‚Gras‘